# Episodi di Big Little Lies - Piccole grandi bugie (seconda stagione)
La seconda stagione della serie televisiva Big Little Lies - Piccole grandi bugie (Big Little Lies), composta da 7 episodi, è stata trasmessa negli Stati Uniti sul canale via cavo HBO dal 9 giugno al 21 luglio 2019.
In Italia è andata in onda sul canale satellitare Sky Atlantic dal 18 giugno al 23 luglio 2019.
| nº | Titolo originale     | Titolo italiano   | Prima TV USA   | Prima TV Italia |
| -- | -------------------- | ----------------- | -------------- | --------------- |
| 1  | What Have They Done? | Cosa hanno fatto? | 9 giugno 2019  | 18 giugno 2019  |
| 2  | Tell-Tale Hearts     | Cuori rivelatori  | 16 giugno 2019 | 18 giugno 2019  |
| 3  | The End of the World | La fine del mondo | 23 giugno 2019 | 25 giugno 2019  |
| 4  | She Knows            | Lei sa            | 30 giugno 2019 | 2 luglio 2019   |
| 5  | Kill Me              | Uccidimi          | 7 luglio 2019  | 9 luglio 2019   |
| 6  | The Bad Mother       | Una cattiva madre | 14 luglio 2019 | 16 luglio 2019  |
| 7  | I Want to Know       | Voglio sapere     | 21 luglio 2019 | 23 luglio 2019  |

## Cosa hanno fatto?
- Titolo originale: What Have They Done?
- Diretto da: Andrea Arnold
- Scritto da: David E. Kelley (soggetto); David E. Kelley e Liane Moriarty (sceneggiatura)

### Trama
Un nuovo anno scolastico comincia a Monterey. Madeline, Celeste, Jane, Renata e Bonnie hanno ripreso le loro normali esistenze, preoccupandosi dei figli che iniziano la seconda elementare. Sulle loro spalle pesa però il fardello che tengono nascosto sull'esatta dinamica della morte di Perry alla serata trivia, ignorando che la detective Quinlan sta ancora lavorando al caso ed è sempre convinta che una di loro sia la responsabile dell'omicidio.
Mary Louise, la madre di Perry, si è stabilita a casa di Celeste per aiutarla con i bambini. Mary Louise sospetta che la nuora le stia nascondendo la verità sulla tragedia ed è intenzionata a scoprire chi ha ucciso Perry. Mentre Celeste continua ad avere incubi sul marito, Mary Louise accusa Madeline di esercitare un cattivo ascendente sulla nuora. Tuttavia, è proprio il carattere combattivo che ha aiutato Madeline a superare meglio delle amiche lo shock per la serata trivia. La dottoressa Reisman consiglia a Celeste di ricominciare a vivere, non escludendo una nuova relazione che possa aiutare lei e i bambini ad andare avanti. Jane lavora all'acquario pubblico ed è entrata in confidenza con Corey, un collega che pratica surf e si è invaghito di lei. Renata è diventata una personalità molto acclamata come imprenditrice di successo, ma non si accorge della sofferenza covata dal marito Gordon nel sentirsi messo in secondo piano. Bonnie, materialmente responsabile dell'omicidio di Perry, fatica a ritrovare la serenità familiare e trascorre molto tempo da sola a correre. Nathan è preoccupato nel vederla così apatica, ma finisce per litigare con Ed quando gli chiede un consiglio su come risollevarle il morale.
Abigail annuncia che non intende andare al college, sentendo che non ha bisogno dell'università per realizzare le sue aspirazioni. Ovviamente Madeline è molto arrabbiata e non vuole che la figlia butti all'aria il proprio futuro, rinunciando a quell'istruzione che lei ha sempre rimpianto di non avere. Jane viene a sapere da Corey delle chiacchiere che girano a Monterey sulla serata trivia, tanto che lei e le sue amiche sono state ribattezzate "Le 5 di Monterey". Renata rassicura di aver saputo da una fonte attendibile che la polizia non ha prove concrete per tenere aperto il caso. Celeste inizia a notare segni di tensione nei gemelli e Mary Louise suggerisce alla famiglia di esternare maggiormente il lutto. Bonnie si trova fuori dalla stazione di polizia, tentata di entrare a raccontare la verità.
- Guest star: P. J. Byrne (preside Warren Nippal),  Darby Camp (Chloe Mackenzie), Cameron Crovetti (Josh Wright), Nicholas Crovetti (Max Wright), Merrin Dungey (detective Adrienne Quinlan), Ivy George (Amabella Klein), Mo McRae (Michael Perkins), Sarah Sokolovic (Tori Bachman), Douglas Smith (Corey Brockfield), Robin Weigert (dott.ssa Amanda Reisman), Nelly Buchet (Juliette), Gia Carides (Melissa), Chloe Coleman (Skye Carlson), Kelen Coleman (Harper Stimson), Joel Spence (Matt), Larry Sullivan (Oren Berg), Chris Aquilino (Jeremy Laplant), Darielle Dorsey (Sarah), Kayvon Esmaili (Joel), Katie Featherston (Lilah LaPlant), Ashley Gonzales (Bruna Barista), Eliza Shin (vicepreside Coolidge), Talia Toms (dottoressa Kristin Harris), Paull Walia (David Roberts), Santiago Cabrera (Joseph Bachman), Tim True (detective Walt Gibson).
- Ascolti USA: telespettatori 1.423.000 – rating 18-49 anni 0,4%[3]

## Cuori rivelatori
- Titolo originale: Tell-Tale Hearts
- Diretto da: Andrea Arnold
- Scritto da: David E. Kelley (soggetto); David E. Kelley e Liane Moriarty (sceneggiatura)

### Trama
Celeste esce fuori strada con la macchina, mentre era al volante in stato confusionale dopo aver assunto una compressa per combattere l'insonnia. Madeline la riaccompagna a casa e lungo il tragitto scorgono Bonnie camminare da sola sul ciglio della strada. Madeline finge con Mary Louise che Celeste è uscita in vestaglia perché doveva aiutarla per un'emergenza. Gordon è arrestato per truffa, avendo investito su una vendita scoperta. Renata inizia a preoccuparsi, più che per le sorti del marito, per il proprio tenore di vita, poiché lei e Gordon sono in comunione dei beni e non vuole rinunciare alla ricchezza faticosamente conquistata dopo un'infanzia di stenti. Bonnie si arrabbia con Nathan perché, sperando di farla stare meglio, ha fatto venire sua madre Elizabeth, con cui non ha mai avuto un buon rapporto. La dottoressa Reisman invita Celeste a rivivere nella mente una delle aggressioni di Perry, immaginando che al suo posto ci sia Madeline. Mary Louise comunica a Celeste che sta cercando un'altra sistemazione a Monterey, così da poterle stare vicino senza convivere. Bonnie discute con la madre quando questa sostiene di aver capito che la ragione del suo stress sta nella serata trivia.
A scuola Chloe ha detto a Ziggy, riferendo le conversazioni telefoniche di Madeline, che è frutto della violenza di Perry su sua madre e che quindi i gemelli sono suoi fratellastri. Jane, che sperava di raccontare la verità a Ziggy quando sarebbe stato più grande, è costretta ad anticipare i tempi. Celeste rivela a Mary Louise che Perry la picchiava, ma la suocera non le crede perché altrimenti lo avrebbe denunciato prima che avvenisse la tragedia. Madeline concorda con Bonnie, considerando il momento difficile che sta attraversando, di far stare Abigail momentaneamente da lei. Durante l'ennesima discussione per il college, Madeline si lascia sfuggire la breve liason avuta l'anno precedente con il regista teatrale Jonathan. Ed, presente in casa, scopre così il tradimento e non intende perdonarla per averglielo tenuto nascosto così a lungo. Jane e Celeste cercano di creare tra Ziggy, Josh e Max un clima da famiglia allargata. Elizabeth, che è una sciamana, comunica a Bonnie di aver avuto delle visioni in cui qualcuno annegava.
- Guest star: Darby Camp (Chloe Mackenzie), Cameron Crovetti (Josh Wright), Nicholas Crovetti (Max Wright), Martin Dnonovan (Martin Howard), Merrin Dungey (detective Adrienne Quinlan), Crystal Fox (Elizabeth Howard), Ivy George (Amabella Klein), Mo McRae (Michael Perkins), Douglas Smith (Corey Brockfield), Robin Weigert (dott.ssa Amanda Reisman), Michael Andrew Baker (avvocato Steve Gartner), Linda Burzynski (ufficiale CHP Lydia Seabrook), Maryfrances Careccia (agente Sparks), Howard Chan (ufficiale CHP Joel Maron), Chloe Coleman (Skye Coleman), Elizabeth Liang (assistente giudice federale), Charles Maceo (agente Nelson), Duvier Poviones (Daniel), Jeryl Prescott (Cecilia), Scott Alan Smith (procuratore James Taylor), Sunday Rose Urban (studentessa), Faith Margaret Kidman-Urban (studentessa), Leonard Kelly-Young (giudice Vincent Pagano).
- Ascolti USA: telespettatori 1.470.000 – rating 18-49 anni 0,5%[4]

## La fine del mondo
- Titolo originale: The End of the World
- Diretto da: Andrea Arnold
- Scritto da: David E. Kelley (soggetto); David E. Kelley e Liane Moriarty (sceneggiatura)

### Trama
Madeline ed Ed tentano di rilanciare il matrimonio con la terapia di coppia. La dottoressa Reisman sostiene che il tradimento di Madeline sia in qualche modo legato alle alte aspettative riversate su Abigail. Mary Louise chiede a Jane di sottoporsi a un test per accertare la paternità di Ziggy, facendo chiarezza sulla natura del rapporto avuto con Perry. Jane rifiuta, seccata che Mary Louise faccia di tutto per nascondere la violenza del figlio. Amabella ha un attacco di panico a scuola e i medici ritengono si tratti di stress. Parlando con una terapeuta, Renata scopre che a terrorizzare la figlia sono i loro problemi familiari e il Cambiamento climatico, problema quest'ultimo affrontato più volte dagli insegnanti. Renata si presenta furibonda nell'ufficio del preside Nippal che, avendo già ricevuto lamentele per aver parlato del climate change a bambini così piccoli, ha organizzato un incontro con i genitori. Jane esce a cena con Corey, riscontrando come il giovane ha fretta di bruciare le tappe e passare subito a una relazione seria.
All'incontro scolastico Madeline viene chiamata da Nippal a parlare sul palco. Inizialmente Madeline si fa portavoce del pensiero di molti genitori sul bisogno di raccontare favole ai figli per nascondere loro le asperità del mondo, ma all'improvviso entra in crisi e inizia a capovolgere completamente il proprio discorso. Celeste incolpa Ed di non fare nulla per aiutare sua moglie. Mary Louise si scusa con Jane per il comportamento del giorno prima, sottolineando come sia sua intenzione instaurare gradualmente un rapporto nonna-nipote con Ziggy. Reisman nota un livido sul braccio di Celeste, la quale afferma di esserselo procurato nel sedare una lite tra i gemelli. In realtà, la dottoressa ritiene che Celeste si stia ferendo da sola per autoinfliggersi la violenza di Perry. Jane presenta Corey a Ziggy con l'occasione di fargli imparare il surf. Celeste sorprende Mary Louise intenta a frugare tra i suoi farmaci, ritenendo opportuno che la suocera trovi una sistemazione altrove quanto prima.
- Ascolti USA: telespettatori 1.622.000 – rating 18-49 anni 0,4%[5]

## Lei sa
- Titolo originale: She Knows
- Diretto da: Andrea Arnold
- Scritto da: David E. Kelley (soggetto); David E. Kelley e Liane Moriarty (sceneggiatura)

### Trama
Mary Louise annuncia di aver comprato un appartamento nello stesso stabile di Jane. Trovando grottesco che la suocera alloggi in prossimità della vittima dello stupro di suo figlio, Celeste per la rabbia tira uno schiaffo a Mary Louise. Renata e Gordon sono convocati dall'amministratore fiduciario incaricato del loro caso. L'uomo prospetta un drastico taglio del bilancio familiare, arrivando a sequestrare tutti i beni non dichiarati come l'orologio di Gordon e la macchina di Renata, a cui il marito riesce a far lasciare almeno la fede nuziale. Renata mette da parte la rabbia nei confronti di Gordon per un giorno, visto che c'è da festeggiare il compleanno di Amabella con un disco party anni Ottanta, per il quale la donna non ha voluto badare a spese. Madeline tenta di ricucire con Ed, cui propone di partecipare a una sorta di workshop per coppie in un bosco.
Alla festa di Amabella Jane rivela a Corey la storia di Ziggy. Ed viene quasi alle mani con Nathan, trattenuti da Renata che non vuole rovinare l'ultimo momento di gioia personale con inutili battibecchi. Terminata la festa, Elizabeth ha un malore ed è ricoverata d'urgenza per ictus. Bonnie assiste la madre che deve subire un intervento chirurgico, discutendo con il padre che sostiene lei sia stata fonte di preoccupazione per Elizabeth. Mary Louise ha deciso di intraprendere un'azione legale contro Celeste, presentando istanza per la custodia dei gemelli. Celeste, approfittando del fatto che i gemelli sono con la nonna, ha una liason con un bartender. Il mattino seguente, quando Mary Louise riporta i bambini a casa, Celeste non ricorda di aver trascorso la notte con l'uomo perché ha assunto la stessa medicina del giorno in cui si era svegliata al volante in vestaglia. Mary Louise ha quindi un motivo in più per ottenere la custodia temporanea dei gemelli. Elizabeth si risveglia dall'operazione, avendo avuto nuovamente la visione di un annegamento. La persona annegata è Bonnie.
- Ascolti USA: telespettatori 1.605.000 – rating 18-49 anni 0,4%[6]

## Uccidimi
- Titolo originale: Kill Me
- Diretto da: Andrea Arnold
- Scritto da: David E. Kelley (soggetto); David E. Kelley e Liane Moriarty (sceneggiatura)

### Trama
Madeline ed Ed partecipano al workshop per coppie, senza ricaverne alcun beneficio tangibile. I due sembrano essere tornati in buoni rapporti, anche se Ed continua a sostenere che dopo il tradimento ha perso la fiducia in Madeline. Celeste e Mary Louise iniziano la causa legale per l'affidamento dei gemelli. Celeste non è convinta che Tori Bachman, l'avvocato consigliatole da Renata, la stia difendendo adeguatamente. Tori le spiega che la strategia migliore in questo tipo di cause è mantenere la calma, evitando reazioni incosulte che portino il giudice ad avvalorare la tesi dell'accusa sulla sua inadeguatezza a fare la madre. Elizabeth è ancora in coma e Bonnie continua a darsi il cambio con suo padre Martin nel vegliarla. Mentre sta lavando la madre, a Bonnie vengono in mente ricordi d'infanzia di quando Elizabeth la picchiava. Josh e Max difendono Ziggy, infastidito da un ragazzino che lo apostrofa come figlio di uno stupratore, scatenando una rissa in cui il bullo ha la peggio. Il preside Nippal sospende tutti e quattro i bambini. Renata apprende che, essendo caduta in disgrazia, è stata cancellata la sua partecipazione al servizio sulle donne in carriera.
Ira Farber, l'avvocato di Mary Louise, propone a Celeste un accordo per evitare di andare in tribunale: affidamento condiviso dei gemelli, collocati presso di lei in settimana e da Mary Louise nei weekend, oltre a un percorso di disintossicazione. Celeste rifiuta, non volendo che la suocera trascorra un solo minuto con i bambini. Tori la avverte che avrebbe dovuto patteggiare, in quanto le probabilità di vincere non sono così scontate. Inoltre, c'è il fondato rischio che lei e le sue amiche vengano chiamate a deporre sulla morte di Perry. Celeste convoca le ragazze per esporre loro la situazione, dovendo valutare se proseguire nella menzogna pur sapendo di rischiare l'accusa di spergiuro qualora dovessero finire alla sbarra. Bonnie accusa Martin di aver assistito inerte alle aggressioni di sua madre quando era piccola. Approfittando della sospensione dei bambini, Celeste e Jane trascorrono la giornata tutti insieme in canoa. Anche Renata passa del tempo con Amabella, rendendosi conto che preoccupandosi dei soldi perduti sta trascurando la figlia. Al bancone del bar Ed viene approcciato dalla moglie di Jonathan. Bonnie vede Corey uscire dalla centrale di polizia.
- Ascolti USA: telespettatori 1.769.000 – rating 18-49 anni 0,5%[7]

## Una cattiva madre
- Titolo originale: The Bad Mother
- Diretto da: Andrea Arnold
- Scritto da: David E. Kelley (soggetto); David E. Kelley e Liane Moriarty (sceneggiatura)

### Trama
Dopo che Corey è andato a parlare con la polizia, Jane convoca le amiche per esporre loro la situazione. La tensione è sempre più logorante, al punto che scoppia una piccola scaramuccia tra Madeline e Bonnie perché quest'ultima esprime chiaramente il disagio legato all'essere materialmente la responsabile del delitto. Bonnie si sfoga scrivendo su un bloc-notes mentre è in ospedale a vegliare sua madre, reprimendo il pensiero di soffocarla quando si sveglierà. Renata e Gordon sono costretti a licenziare Juliette, la babysitter di Amabella, promettendole che quando la situazione economica migliorerà la riassumeranno.
Inizia il processo tra Celeste e Mary Louise. Il giudice Marylin Cipriani, poco soddisfatta della perizia sui bambini, stabilisce che Celeste sarà interrogata per prima dall'avvocato Farber e successivamente dal giudice stesso. Farber sottopone Celeste a una dura requisitoria, mettendola in cattiva luce per i numerosi rapporti occasionali con uomini sconosciuti, e accusandola di essere una persona non meno violenta di Perry. Inoltre, sconfinando nell'ambito penale, Farber insinua che possa essere lei l'assassina del marito, evidenziando come la dinamica della caduta faccia pensare a una spinta. La detective Quinlan, presente in aula, nota il forte nervosismo di Bonnie. La sera Jane bussa alla porta di Mary Louise, pregandola di interrompere le ostilità. Di fronte all'ennesimo diniego, Jane urla che avrebbe voluto tanto uccidere Perry lei stessa per aver rovinato la vita a Ziggy.
Al secondo giorno di udienza, Celeste spiega al giudice che è rimasta con Perry per garantire il benessere dei bambini. Elizabeth dà segni di svegliarsi dal coma. Bonnie, rimasta sola in stanza con lei, legge quello che ha scritto e la accusa di non averle mai dato l'amore che ha dovuto cercare altrove. Bonnie ammette anche, per la prima volta ad alta voce, l'omicidio di Perry. Sul volto di Elizabeth, ancora addormentata, compare una lacrima. Il giudice sta per annunciare la sua decisione, quando Celeste si alza in piedi per chiedere che sia interrogata anche Mary Louise. Essendo avvocato, vuole essere la stessa Celeste a interrogare sua suocera. 
- Ascolti USA: telespettatori 1.633.000 – rating 18-49 anni 0,4%[8]

## Voglio sapere
- Titolo originale: I Want to Know
- Diretto da: Andrea Arnold
- Scritto da: David E. Kelley (soggetto); David E. Kelley e Liane Moriarty (sceneggiatura)

### Trama
Celeste interroga Mary Louise, evidenziando come non abbia mai fatto alcuna segnalazione ai servizi sociali di pericolo per i bambini e come molte delle sue affermazioni si basino su eventi episodici. Celeste rivela che la suocera ebbe un incidente in automobile in cui rimase vittima il fratello di Perry, dimostrando che la violenza del marito ha avuto origine dal senso di colpa che Mary Louise ha ingenerato in lui per averla distratta mentre era alla guida. Per dimostrare a Mary Louise il mostro che ha allevato, Celeste proietta il video ripreso dai gemelli di una delle violenze di Perry. Jane è combattuta tra il proseguire la relazione con Corey, caldeggiata da Ziggy, o interromperla per non scombussolarlo con il suo passato problematico. Bonnie medita di soffocare la madre con un cuscino, esattamente come aveva sognato durante una delle veglie in ospedale, ma alla fine si addormenta al suo fianco. Ed ha deciso di perdonare Madeline, chiedendole il rinnovo delle promesse nuziali.
È l'ultimo giorno del processo, al quale partecipano anche i gemelli. Nonostante il video abbia mostrato la prova definitiva che il figlio non era il sant'uomo da lei idealizzato, Mary Louise considera Celeste corresponsabile del circolo vizioso in cui è rimasta intrappolata. Celeste replica di non fidarsi della suocera e che il suo obiettivo sarà trasformare i bambini in bravi uomini, evitando che diventino come Perry. Il giudice respinge l'istanza di Mary Louise, lasciando a Celeste la piena potestà genitoriale. Elizabeth ha avuto un nuovo ictus e muore. Poco dopo in ospedale Bonnie confessa a Nathan di non essere mai stata innamorata di lui. Renata scopre che Gordon è venuto meno alla promessa di vendere i suoi giocattoli, essendoseli fatti lasciare dall'acquirente per accrescerne il valore. Furiosa perché il marito non sta facendo sacrifici, contrariamente a lei e Amabella, Renata distrugge i giochi e lancia a terra la fede.
Le ragazze si danno appuntamento fuori dalla stazione di polizia per andare a costituirsi tutte assieme.
- Ascolti USA: telespettatori 1.981.000 – rating 18-49 anni 0,5%[9]